# (3226) Pline
(3226) Pline, désignation internationale (3226) Plinius, est un astéroïde de la ceinture principale.

## Description
(3226) Pline est un astéroïde de la ceinture principale. Il fut découvert par Cornelis Johannes van Houten, Ingrid van Houten-Groeneveld et Tom Gehrels le 24 septembre 1960 à l'observatoire Palomar. Il présente une orbite caractérisée par un demi-grand axe de 2,87 UA, une excentricité de 0,0718 et une inclinaison de 3,06° par rapport à l'écliptique.
Il fut nommé d'après Pline le Jeune (62-114), sénateur et célèbre avocat romain des règnes de Titus à Trajan. Il décrit dans ses Lettres, recueils de correspondances, l'éruption du Vésuve en 79.

## Compléments